# Абрамовка (Ульяновская область)
Абра́мовка — село в Майнском районе Ульяновской области России. Входит в состав Майнского городского поселения.

## География
Село находится в центральной части Ульяновской области, в зоне хвойно-широколиственных лесов, в пределах Приволжской возвышенности, на берегах реки Сельди, на расстоянии примерно 9 километров (по прямой) к северо-востоку от Майны, административного центра района. Абсолютная высота — 169 метров над уровнем моря.
Климат
Климат характеризуется как умеренно континентальный, с тёплым летом и умеренно холодной зимой. Среднегодовая температура воздуха — 4 — 4,2 °С. Средняя температура воздуха самого тёплого месяца (июля) — 19,5 °C ; самого холодного (января) — −11,8 °C. Среднегодовое количество атмосферных осадков составляет 310—460 мм, из которых большая часть (242—313 мм) выпадает в тёплый период.
Часовой пояс
Село Абрамовка, как и вся Ульяновская область, находится в часовой зоне МСК+1. Смещение применяемого времени относительно UTC составляет +4:00.

## История
Абрамовка основана  в 1670-х получившими наделы солдатами Выборного полка, участвующими в разгроме повстанческой армии С.Т. Разина.
В 1780 году, при создании Симбирского наместничества, деревня Абрамовка, при речке Селде, пахотных солдат, однодворцев, вошла в состав Тагайского уезда. С 1796 года — в Симбирском уезде Симбирской губернии.
Храм деревянный, на каменном фундаменте, построен в 1891 г. Престолов два: главный (холодый) – во имя Св. Троицы, в приделе (теплом) – во имя препод. Сергия Радонежского.

## Население
| 2010 |
| ---- |
| 527  |

Национальный состав
Согласно результатам переписи 2002 года, в национальной структуре населения русские составляли 81 % из 613 чел.